# Margyricarpus
Margyricarpus – rodzaj roślin z rodziny różowatych. W wąskim ujęciu obejmuje 4 gatunki, w szerokim ujęciu włączane są tu także gatunki z rodzaju Tetraglochin. Rośliny te (niezależnie od ujęcia systematycznego) występują na obszarze Andów, w południowej Brazylii i w Urugwaju. Margyricarpus pinnatus jest uprawiany jako roślina ozdobna w ogrodach skalnych. W Urugwaju gatunek ten wykorzystywany jest także do kontroli płodności.

## Systematyka
Rodzaj należący do podplemienia Sanguisorbinae, plemienia Sanguisorbeae, podrodziny Rosoideae, rodziny różowatych (Rosaceae Juss.), rzędu różowców, kladu różowych w obrębie okrytonasiennych.
Rośliny z tego rodzaju tworzą mieszańce międzyrodzajowe z przedstawicielami rodzaju acena (Acaena).
Wykaz gatunków
- Margyricarpus digynus (Bitter) Skottsb.
- Margyricarpus lanatus Funez
- Margyricarpus microcarpus Funez
- Margyricarpus pinnatus (Lam.) Kuntze